# Jean-Marc Civault
Jean-Marc Civault (6 giugno 1965) è un allenatore di calcio francese, attuale  tecnico del Club Franciscain.

## Carriera

### Allenatore
Comincia la propria carriera come vice allenatore della Nazionale martinicana. Nel 2014 firma un contratto con il Club Franciscain. Nel settembre 2016 viene nominato commissario tecnico della Nazionale martinicana.